# Понькіно
По́нькіно (рос. Понькино) — село у складі Шадрінського району Курганської області, Росія. Адміністративний центр Понькінської сільської ради.
Населення — 333 особи (2010, 490 у 2002).
Національний склад станом на 2002 рік: росіяни — 90 %.